# Muztagh Tower
Muztagh Tower er en spektakulær bjergformation i bjergkæden Baltoro Muztagh i Karakoram, Pakistan. Bjerget ligger mellem Baltoro-bræen og Sarpo Laggo-bræen.
Den 7.273 meter høje top blev længe anset for at være ubestigelig, og bjerget regnes fortsat som et af verdens vanskeligste at klatre i. Muztagh Tower blev besteget første gang 6. juli 1956 af en britisk ekspedition via vestsiden. Briterne kom op fem dage før franske klatrere også besteg toppen via en rute på bjergets østside.